# Alonzo Church
Alonzo Church (Washington, DC, 14. lipnja 1903. – 11. kolovoza 1995.), američki matematičar i logičar, zaslužan za neke od teoretskih osnova računarstva. Rođen u Washington, DC, stekao je status bakalaureata na Sveučilištu Princeton 1924., završujući tamo i doktorat 1927. pod mentorstvom Oswalda Veblena. Nakon postdoktorskog fellowshipa na Göttingenu, podučavao je na Princetonu 1929. – 1967., te na University of California, Los Angeles, 1967. – 1990.

## Matematički rad
Church je najpoznatiji po sljedećim postignućima:
- Svom dokazu da su Peanova aritmetika i logika prvog reda neodlučive. Potonje je poznato kao Churchov teorem.
- Svojoj inačici iskaza onoga što je danas poznato kao Churchova teza
- Bio je osnivatelj i urednik časopisa Journal of Symbolic Logic, uređujući ga sve do 1979.
- Stvorio je lambda račun.

Lambda račun je iznikao u njegovom poznatom radu iz 1936. koji je pokazao postojanje "neodlučivih problema". Ovaj je rezultat prethodio poznati rad Alana Turinga na problemu zaustavljanja, koji je također demonstrirao postojanje problema nerješivih mehaničkim sredstvima. On i Turing su potom pokazali da su lambda račun i Turingov stroj korišten u Turingovom problemu zaustavljanja ustvari istovjetni u sposobnostima, te naknadno demonstrirali raznolikost alternativnih "mehaničkih procesa za računanje." Ovo je rezultiralo u Church-Turingovoj tezi.
Lambda račun je utjecao na dizajn programskog jezika LISP-a i funkcijskih programskih jezika općenito. Churchovo enkodiranje je imenovano u njegovu čast.

## Studenti
Churchovi doktorski studenti su postigli izvanredne uspjehe, a među njima se nalaze i C. Anthony Anderson, Peter Andrews, Martin Davis, Leon Henkin, John George Kemeny, Stephen Kleene, Michael O. Rabin, Joel W. Robbin, Hartley Rogers, Jr, J. Barkley Rosser, Dana Scott, Raymond Smullyan, i Alan Turing. Vidi .

## Smrt
Umro je 1995. i pokopan je na princetonškom groblju.

## Vidjeti također
- Church-Turingova teza
- Church-Turing-Deutschov princip
- Logika višeg reda
- Univerzalni skup

## Knjige
- Alonzo Church, Introduction to Mathematical Logic (ISBN 0-691-02906-7)